# Prairie Island Indian Community
Koordinaten: 44° 37′ 18″ N, 92° 37′ 59″ W

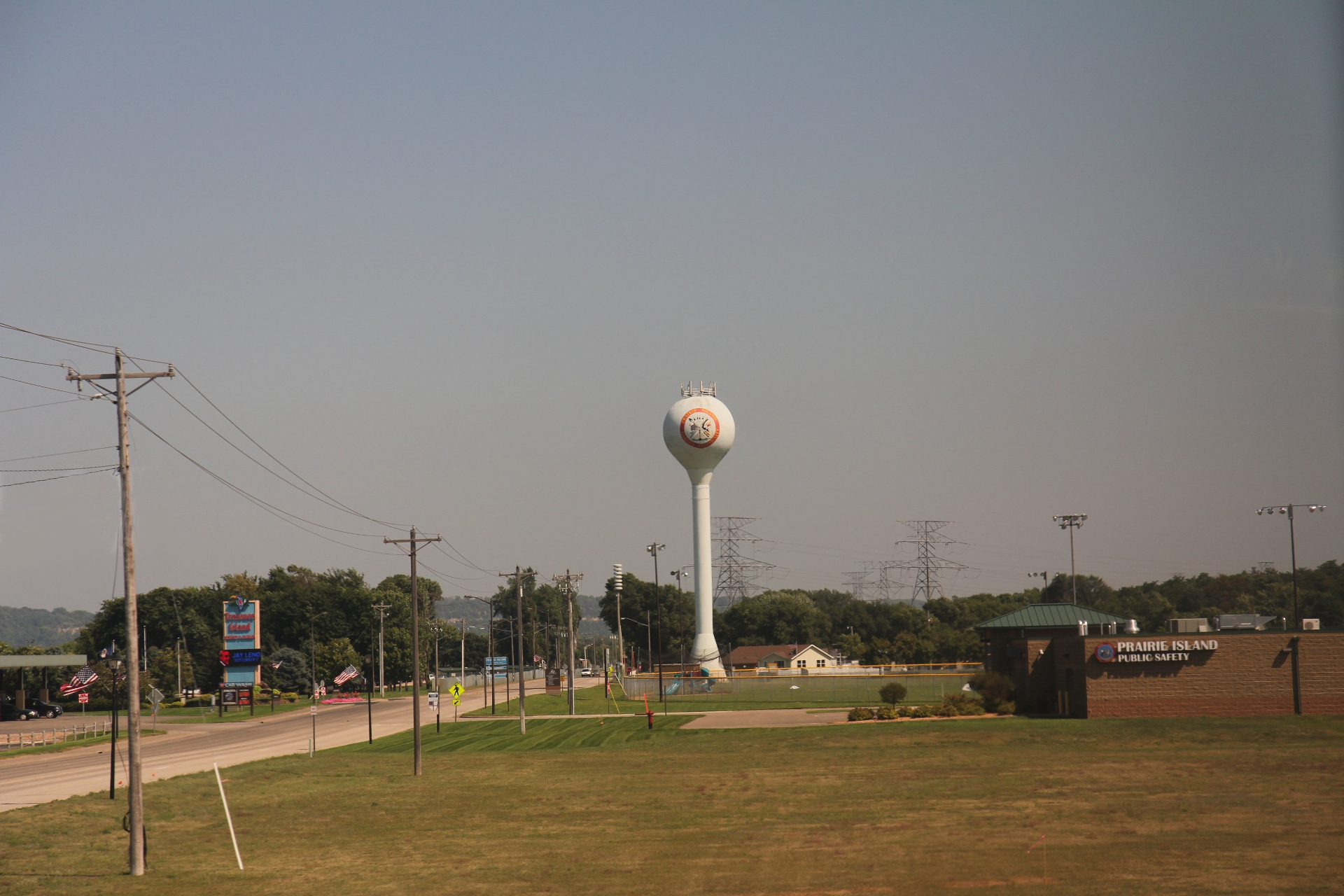
Wasserturm der Reservation

Prairie Island Indian Community ist ein Indianerreservat in Goodhue County im US-Bundesstaat Minnesota. Das Reservat, welches 1889 durch das amerikanische Innenministerium eingerichtet worden ist, liegt direkt am Mississippi, an der Grenze zum US-Bundesstaat Wisconsin. Das Reservat ist fast vollständig von der Stadt Red Wing umgeben und ist Heimat von Mdewakanton-Dakota-Sioux-Indianern. Der Stamm hat zirka 800 eingeschriebene Mitglieder. 

## Geschichte
Der Grundstein für das Reservat Prairie Island wurde gelegt, als das Innenministerium fast 120 Hektar Land für die landlosen Dakota kaufte, die in Minnesota geblieben waren. In den 1880er Jahren kehrten weitere Dakota-Familien nach Prairie Island zurück und kauften kleine Parzellen ihrer angestammten Heimat zurück.
Der Kongress verabschiedete 1934 den Indian Reorganization Act, der die Stämme dazu ermutigte, ihre Selbstverwaltung durch die Verabschiedung einer Verfassung und von Zusatzbestimmungen zu formalisieren. Prairie Island nahm am 20. Juni 1936 seine eigene Verfassung und Zusatzbestimmungen an und wurde von der Bundesregierung als Stamm anerkannt.

## Wirtschaft
Der Stamm betreibt das in der Nähe des Reservats gelegene Treasure Island Resort & Casino, das größter Arbeitgeber in Red Wing ist. Das Reservat hat zirka 200 ständige Bewohner. Neben dem eigentlichen Reservatsgebiet verfügt der Stamm über weitere Off reservation trust land. Die Gesamtfläche beträgt 4,3 km². Durch das Casino gilt das Reservat als wohlhabend. 
In der Nähe des Reservats befindet sich das Prairie Island Nuclear Power Plant, ein umstrittenes Atomkraftwerk, welches vom Stamm wegen der Überschwemmungslage am Mississippi als unsicher eingestuft wurde. Trotz der Proteste der Anwohner ist das Kraftwerk weiterhin in Betrieb und auch aufgrund der vor Ort gelagerten hochradioaktiven Abfälle umstritten.